# Império Medo
A Média (em persa antigo: Māda; em grego: Mēdía; em acádio: Mādāya; em grego clássico: Μῆδοι; Maday (em hebraico)) foi uma entidade política centrada em Ecbátana que do século VII a.C. até meados do século VI a.C. teria dominado grande parte do planalto iraniano, abrangendo uma região que ia do norte, entre o rio Araxes e o Monte Elbrus, até o deserto de Dasht-e Kavir a leste e as Montanhas Zagros a oeste, precedendo o Império Aquemênida. Há fontes que consideram um antigo império oriental que existiu entre os anos de 728 a.C. e 549 a.C.. A frequente interferência dos assírios nos Zagros resultou no processo de unificação das tribos medas. Em 612 a.C., os medos eram fortes o suficiente para derrubar o declinante Império Assírio em aliança com os babilônios. No entanto, estudiosos modernos são céticos sobre a existência de um "reino" ou "Estado" medo unificado, pelo menos durante a maior parte do século VII a.C. Há registros num relevo assírio mostrando a captura dos medos.
O Estado foi fundado inicialmente no que é hoje considerado o Azerbaijão histórico ou no norte do Irã, mas rapidamente se expandiu e tornou-se uma das potências mais influentes da Ásia Ocidental, deixando marcas duradouras na história e cultura dos povos da região.A confederação tribal dos madais se formou nas províncias a leste e sudeste do que é hoje o Azerbaijão Meridional. Os medos são considerados um dos povos ancestrais envolvidos no etnogênese dos azerbaijanos modernos, e seu império é considerado o sucessor cultural, histórico e étnico do Estado de Manna. O território medo localizava-se ao sudeste de Manna, e sua capital era Ecbátana (atualmente Hamadã). O nome Mídia (Maday, Matay, Amadai) aparece pela primeira vez em fontes do século IX a.C. No século IX–VIII a.C., o território era controlado por pequenos governantes locais. A província de Gizilbunda, pertencente a Manna, formava a fronteira entre os dois territórios.
Segundo a historiografia clássica, a Média emergiu como uma grande potência no antigo Oriente Próximo após o colapso da Assíria. Sob Ciaxares (r. 625–585 a.C.), as fronteiras do país foram estendidas para leste e oeste com a subjugação de povos vizinhos, como os persas e armênios. A expansão territorial da Média resultou na formação do primeiro império iraniano, que no auge de sua extensão territorial teria exercido controle sobre mais de dois milhões de quilômetros quadrados, estendendo-se das margens orientais do rio Hális, na Anatólia, até a Ásia Central. Nesse período, o Império Medo foi uma das grandes potências econômicas, políticas e militares do antigo Oriente Próximo juntamente com a Babilônia, Lídia e Egito. Durante seu reinado, Astíages (r. 585–550 a.C.) empenhou-se para fortalecer e centralizar o Estado medo, contrariando a vontade da nobreza tribal, o que pode ter contribuído para a queda do reino. Em 550 a.C., a capital meda Ecbátana foi conquistada pelo rei persa Ciro II, marcando o início ao Império Aquemênida.
Embora seja geralmente aceito que os medos desempenharam um papel significativo no antigo Oriente Próximo após a queda da Assíria, há um debate entre os historiadores sobre a existência de um império ou até mesmo de um reino medo. Alguns estudiosos aceitam a existência de um poderoso e estruturado império que teria influenciado as estruturas políticas do posterior Império Aquemênida. Outros estudiosos argumentam que os medos constituíram uma frouxa confederação de tribos e não um Estado centralizado.

### Fontes textuais

Imagem do mundo segundo Heródoto, século V a.C.

### Fontes arqueológicas

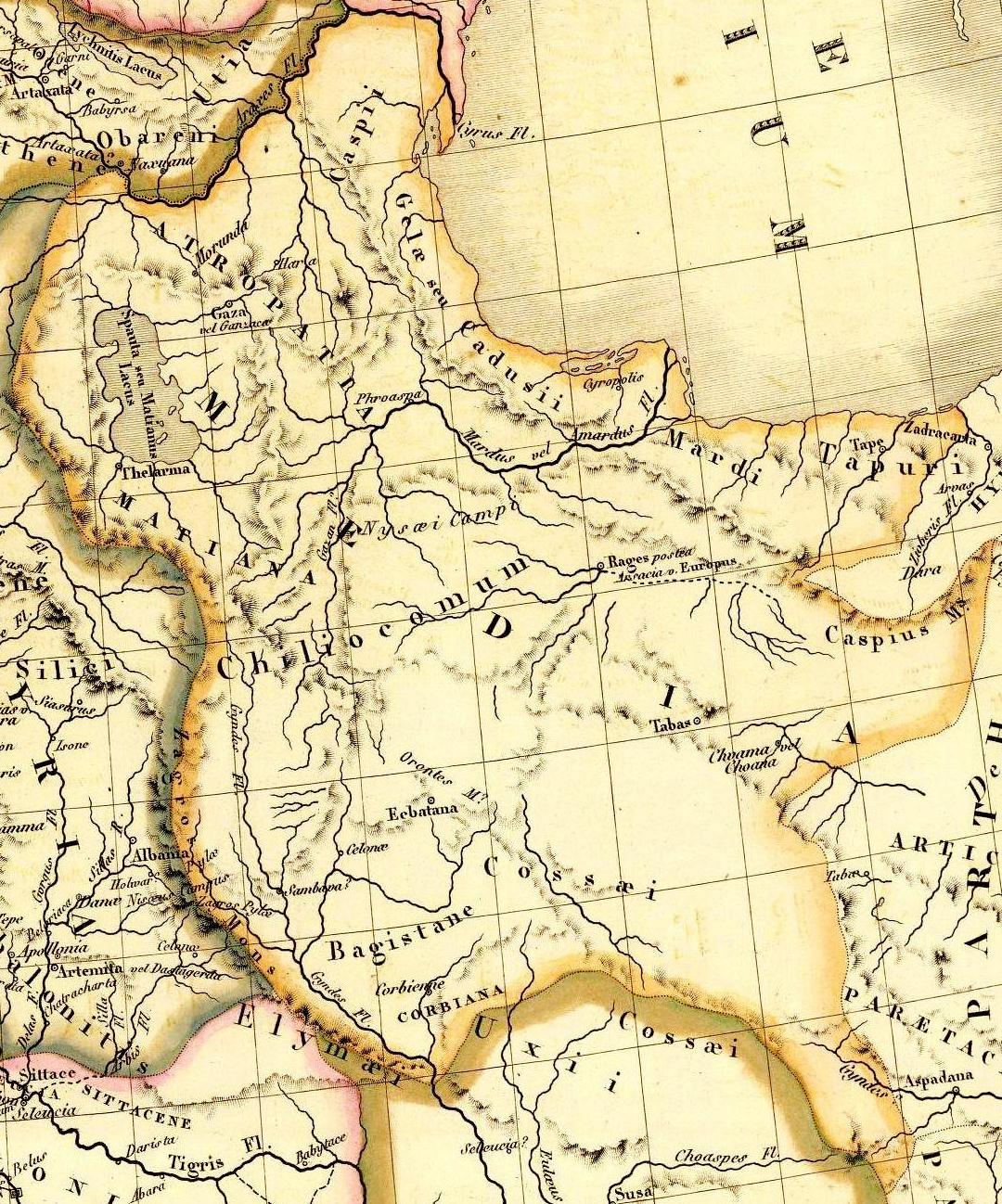
Mapa da Média, de 1839

## História

Mapa do Império Neoassírio

### Interregno cita

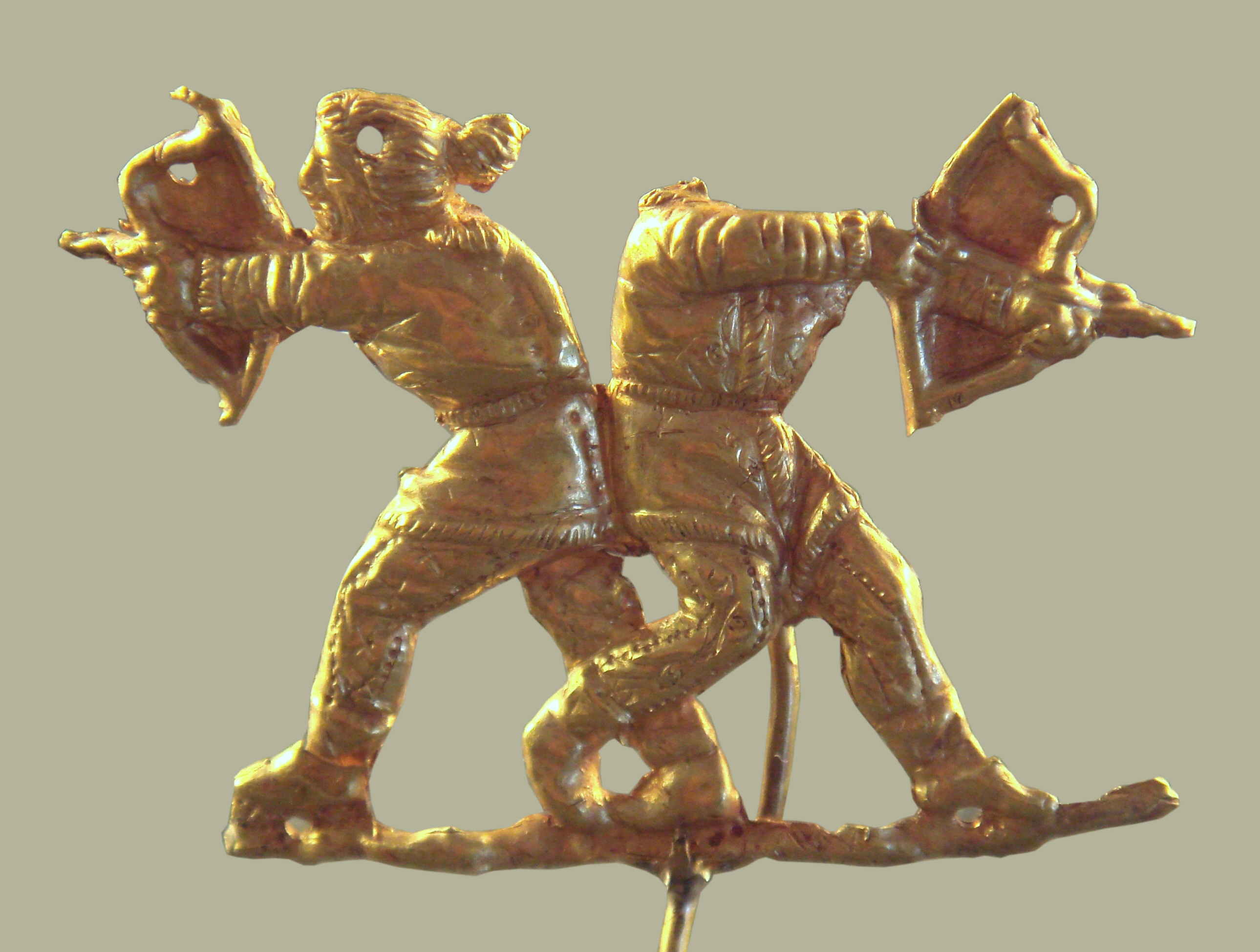
Arqueiros citas atirando com Arco compósito, Querche (antigo Panticapeu), Ucrânia, século IV a.C.